# カヨ☆フジモリ
カヨ☆フジモリ（本名：小川 佳世（おがわ かよ）、1978年8月18日 - ）は、日本の元女子プロレスラー。身長156cm、体重64kg。東京都中野区出身。

## 所属
- プロレスリングWAVE（2008年 - 2011年）（団体預かり）

## 来歴
日本体育大学体育学部の出身で、タッチラグビーでは2003年（日本開催）と2007年にワールドカップに出場するなど活躍。
ドラディション・田島久丸の経営する「うどん・おでん久丸」にお手伝いに出ていたのが縁で、開店3周年を記念して2008年10月18日に新宿FACEで行われた自主興行に「あたしかよ」のリングネームで出場、GAMIと組んでジャガー横田、チェリーと対戦。試合後、GAMIに「WAVEで鍛え直す」と言われWAVEに入門。
その後、リングネームを公募したが、「ペルー人に見える」→「ペルー人といえばフジモリ」となり現在のリングネームとなった。
2009年1月4日にGAMI相手に再デビュー戦を行った。しかし、その年の3月24日に大腿部を骨折して以降欠場が続き、復帰することのないまま、2011年1月4日に4月10日の新宿FACE大会で引退することを発表した。
引退試合が復帰戦となり、GAMIと組んで桜花由美、植松寿絵組とタッグマッチで対戦し、植松からピンフォールされるも、直後にスペシャルマッチとして田島とシングルを行い、ピンフォール勝ちで有終の美を飾った。なお、この大会より植松がWAVE所属選手となったため、当時の所属6選手による最初で最後の揃い踏みとなった（この大会には翌年よりWAVEに移籍する水波綾（当時センダイガールズ）、翌々年に入団する飯田美花も参戦した）。また、東日本大震災の影響で自粛されていた紙テープの使用も引退セレモニーに限り解禁された。
その後、WAVEのフロントに転身して運営会社である株式会社ZABUNの設立後はスタッフとして活動。会社の規模が大きくなった2014年現在、統括マネージャーとして事務業務全般を担当している。試合会場では主に受付にいる。
2013年12月、GAMI引退試合での1日限定復帰が発表された。
2015年1月、ZABUN統括部長就任。
8月限りでZABUN退社。今後は臨時でのアルバイトとして登場予定。

## 得意技
スピアー